# Écouves
Écouves is een gemeente in het Franse departement Orne (regio Normandië). De plaats maakt deel uit van het arrondissement Alençon. Écouves is op 1 januari 2016 ontstaan door de fusie van de gemeenten Forges, Radon en Vingt-Hanaps. De gemeente telde 1.673 inwoners op 1 januari 2022.

## Geografie
De oppervlakte van Écouves bedroeg op 1 januari 2022 36,4 vierkante kilometer; de bevolkingsdichtheid was toen 46 inwoners per km².

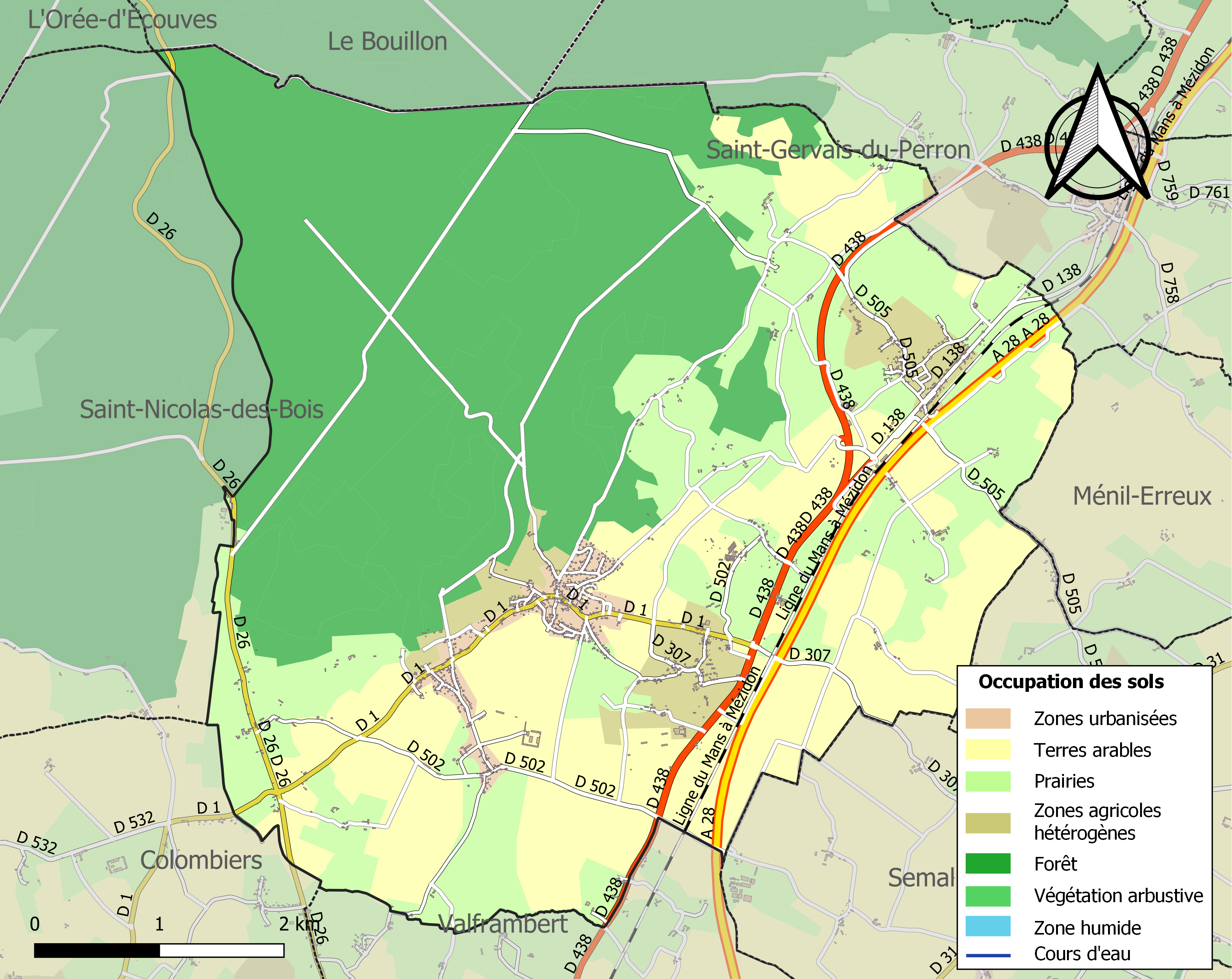
Kaart van de gemeente met belangrijkste infrastructuur, bodemgebruik en omliggende gemeenten